# Steven Gerrard
Steven George Gerrard, MBE (kiejtése: 'stiːvn  'ʤɛɹaːd) (Whiston, 1980. május 30.) angol labdarúgó, középpályás, jelenleg a szaúd-arábiai el-Áttifák vezetőedzője. Korábban a Liverpool FC, illetve az angol labdarúgó-válogatott csapatkapitánya. Pályafutásának utolsó két évét az amerikai Los Angeles Galaxy-nál töltötte. 2016. november 24-én jelentette be visszavonulását. Korábban az angol Aston Villa és a skót Rangers edzője.
Gerrard különleges játékos, mert szerelni, becsúszni, passzolni és lőni is kiválóan tud, ezenkívül a játékintelligenciája is igen magas. Ezért emelkedik ki az irányító középpályások közül még a nemzetközi mezőnyben is.
Karrierje során sokat játszott középső középpályásként, Fernando Torres érkezése óta azonban gyakran csatárként játszik, míg a nemzeti csapatban gyakran szélső poszton játszatják. Gerrard legmeghatározóbb meccsei közé tartozik a 2005-ös BL-döntő és a 2006-os FA-kupa döntő. Sokan úgy vélik, hogy ő a világ egyik legjobb játékosa.
Gerrard az egész karrierjét az Anfielden töltötte, 1998-ban debütált és a 2000–01-es szezonban szilárdította meg a helyét a kezdőcsapatban, 2003-ban vette át csapatkapitányi karszalagot a finn Sami Hyypiä-tól. Jelentős sikerei: két FA-kupa, két Angol Ligakupa, egy UEFA-kupa és egy Bajnokok Ligája-győzelem.
Gerrard 2005-ben harmadik lett az Aranylabda szavazáson amit a legjobb labdarúgónak adnak minden évben Európában.
Gerrard 2000-ben debütált az angol labdarúgó-válogatottban Ukrajna ellen. Tagja volt a 2000-es Eb, a 2004-es Eb, a 2006-os vb angol keretének, utóbbin ő lőtte a nemzeti csapat legtöbb gólját. Ő irányította a 2010-es labdarúgó-világbajnokságon és a 2012-es Eb-n Anglia nemzeti csapatát. Gerrardot a Liverpool szurkolói a második legjobb 'Pool játékosnak választották meg Kenny Dalglish után.

## Pályafutása

### Kezdetek
Merseyside-ban, azon belül Whistonban született, kisgyermekként a helyi Whiston Juniors-ban játszott, első szerződését a Traine FC-vel kötötte, amely a Liverpool FC nevelőegyesülete. Az első liverpooli bemutatkozásáig 1998. november 29-ig kellett várni, amikor is Vegard Heggem cseréjeként lépett pályára a Blackburn Rovers elleni bajnokin. Az első teljes meccsét a Celta Vigo ellen az UEFA-kupában játszotta.

### Houlieralatt
Gerrard az 1999–2000-es szezonban Jamie Redknapp párja lett a középpályán. Szeptember 27-én kapta meg az első piros lapját a Kevin Campbell elleni szabálytalanság után az Everton elleni 1–0-s vereség alkalmával. A szezon további szakaszában megszerezte első gólját a Sheffield Wednesday ellen 4–1-re megnyert mérkőzésen. Ágyéksérülést szenvedett ami aztán négy különálló operációt igényelt.
A 2001-es évben csapatával elhódította: az angol ligakupát, az FA-kupát, az UEFA-kupát – melynek döntőjében a Deportivo Alavés ellen (5–4) a második gólt éppen ő szerezte – az Európai- és az angol-szuperkupát. Ebben az évben megválasztották az idény legjobb fiatal játékosának is Angliában. 2003-ban a cardiffi Millennium Stadionban bezsebelte második Liga Kupa sikerét is a vörös ördögök 2–0-s legyőzésével. Ebben az évben vette át Sami Hyypiätől a csapatkapitányi karszalagot. A Chelsea egy fantasztikus ajánlattal sem tudta átcsábítani a futballistát magához, így maradt a 'Poolban.

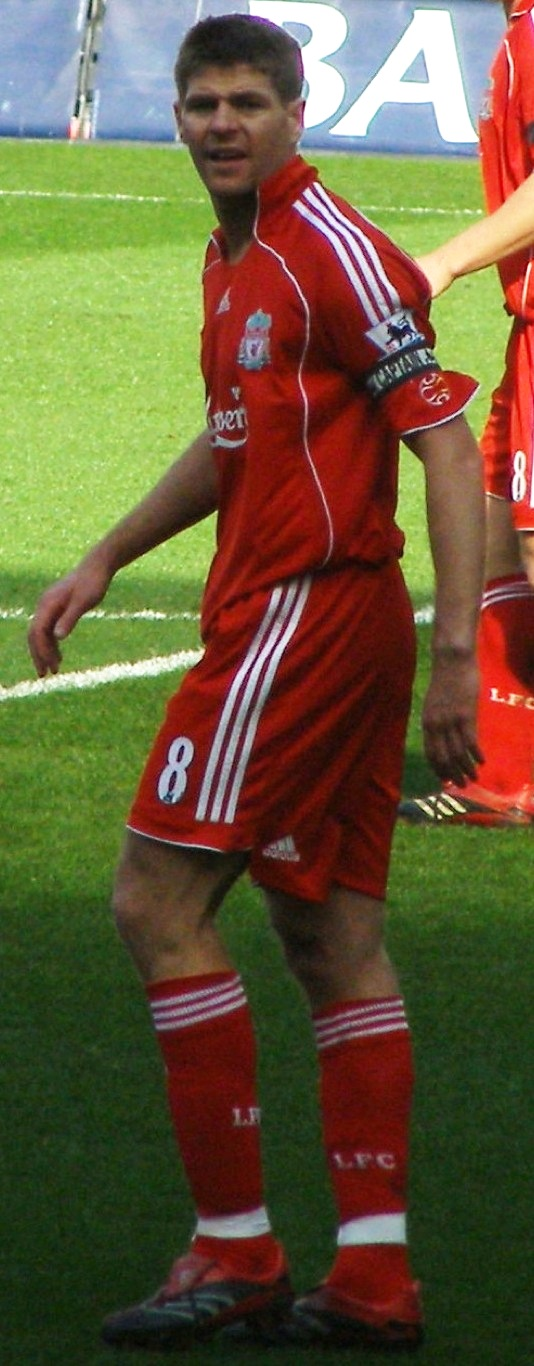
Gerrard a 2006-2007-es szezonban.

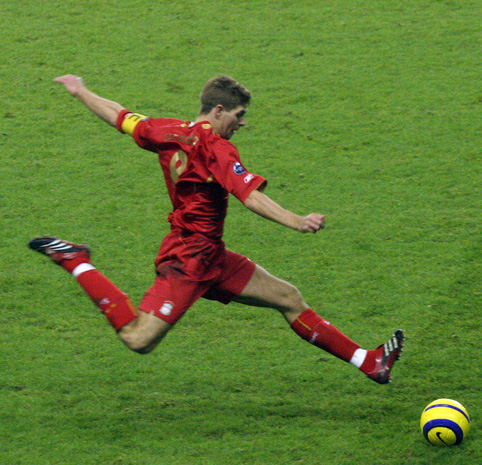
Gerrard lövi el a labdát.

### Benitez-éra
Gérard Houlliert 2004 nyarán Rafa Benítez váltotta Liverpoolban, aki az előző szezonban a Valenciával megnyerte a spanyol bajnokságot és az UEFA-kupát.
A 2004–05-ös szezon nem indult valami jól a középpályásnak, eltörött a bal lába a Manchester United elleni mérkőzésen, ezért közel két hónapot ki kellett hagynia. A BL-ben a csoportkörben az AS Monaco, az Olimbiakósz és a Deportivo volt az ellenfelük, Gerrard visszatérésére az utolsó BL-csoportmeccsen került sor az Olimbiakósz ellen, ahol A Pool-nak 2 góllal kellett nyernie a csoportkörből való továbblépéshez, a harmadik gólt ő szerezte (3–1), így sikerült életben tartani a BL-álmokat. A kieséses szakaszban fantasztikus menetelésbe kezdtek a Bayer Leverkusen, a Juventus és a Chelsea kiejtésével eljutottak az isztambuli döntőig, ahol az olasz AC Milan volt az ellenfelük. A BL történetének egyik, ha nem a legjobb döntőjében a milánói csapat a félidőben 3–0-ra vezetett. De köszönhetően Gerrard góljának, majd az általa kiharcolt büntetőnek, a végére 3–3-ra módosult az eredmény, mindez hat perc alatt. A hosszabbítást követő tizenegyespárbajban a Liverpool felülkerekedett ellenfelén. Így Gerrard a klub történetében ötödször emelhette magasba Európa legrangosabb klubtrófeáját. Az UEFA ebben az évben őt választotta az év legértékesebb BL-játékosának.
Nyáron majdnem elhagyta a klubot, de végül visszautasította Chelsea ajánlatát és a heti, klub rekordnak számító 100 000 fontot, majd végül 4 éves szerződéssel hosszabbított. A Ligakupa döntőjében a Chelsea ellen a győzelemre álló csapat kapitánya öngólt vétett, és a csapat a hosszabbításban nem tudott ellenfele fölé kerekedni (3–2).
A 2005–06-os szezont fantasztikus formában kezdő játékos a Bajnokok Ligája-selejtezőn mesterhármast szerzett a Total Network Solutions FC csapata ellen és a bajnokságban ő volt csapata legeredményesebb játékosa. A szezon folyamán 53 mérkőzésen 23 gólt szerzett és áprilisban megnyerte Az év angol labdarúgója díjat, John Barnes 1988-as sikere óta ő az első Liverpool játékos aki megnyerte ezt a díjat. A 2005–2006-os FA kupa döntőjében két gólt lőtt a West Ham United-nek, így hosszabbításra mentette az esélyeket, majd a 3–3-ra végződő mérkőzésen tizenegyesekkel győztek. Ő az egyetlen játékos aki gólt lőtt FA-kupa, Ligakupa, UEFA-kupa és Bajnokok Ligája döntőben.
A 2006–07-es BL-ben a csoportkörben a PSV Eindhovennel, a Girondins de Bordeauxval és a Galatasarayal kerültek össze, amelyből csoportelsőként jutottak tovább. Az egyenes kieséses szakaszban, több nagyobb csapaton – többek között a Barcelonán, a PSV-n és a Chelsea-n is – keresztüljutva egy tizenegyespárbaj után, ismét Bajnokok Ligája-döntőt játszhatott az AC Milan ellen. Az athéni fináléban Inzaghi két góljára csak túl későn tudtak válaszolni a "Vörösök" Dirk Kuijt révén, így az olasz csapat visszavágott a két évvel korábbi vereségért.
2007 augusztusában a Toulouse FC elleni bajnokok ligája selejtezőn lábujjtörést szenvedett, de négy nap múlva már játszhatott a Chelsea ellen. Október 28-án 400. mérkőzését játszotta a Liverpoolban egy Arsenal elleni bajnokin, amelyen gólt is szerzett. A 2007–08-as BL-ben a csoportkörben két gólt lőtt a Beşiktaşnak, közülük egyet az Anfielden a 8–0-s győzelem alkalmával, ezen kívül még egyet-egyet a Portonak és a Marseillenek. A kieséses szakaszban a Internazionalénak, és az Arsenalnak lőtt gólt. 2008. április 13-án a 300. bajnoki mérkőzésén gólt lőtt a Blackburn Roversnek. A szezon végén beválasztották egymás után harmadjára az év csapatába Angliában.
A 2008–09-es bajnokság ötödik fordulójában a Stoke City ellen a 2. percben egy szabadrúgásból megszerezte a vezetést, ám a játékvezető nem adta meg a gólt, pedig Gerrardnak az lett volna a Liverpoolban a 100. találata. Ám Gerrard a PSV Eindhoven elleni hazai BL-találkozón szintén szabadrúgásból mégiscsak betalált, így a vörösöknél a nagyok sorába lépett. 2009. március 10-én játszotta a 100. európai kupameccsét a Liverpool színeiben a Real Madrid ellen és két gólt is szerzett a 4–0-s győzelem során. Négy nappal később a lenyűgöző győzelem után Gerrard ismét gólt szerzett, ezúttal az Old Traffordon a büntetőből a Manchester United elleni 4–1-es győzelem alkalmával. Ezeket az eredményeket követően, a háromszor Az év labdarúgójának megválasztott Zinédine Zidane fantasztikus szavakkal illette a Liverpool kapitányát:
"Ő a legjobb a világon? Lehet, hogy nem kap annyi figyelmet mint Messi és Ronaldo, de úgy gondolkodom ő lehet a legjobb".
2009 márciusában megszerezte az első mesterhármasát a Premier League-ben az Aston Villa elleni 5–0-s siker alkalmával.
2009. május 9-én a West Ham Unitednek lőtt két góljának köszönhetően megszerezte a Liverpool 100. gólját a 2008–09-es szezonban.
A 2009–10-es szezon végén Rafael Benitez hat év után elhagyta a Liverpoolt, utódjaként Roy Hodgsont nevezték ki, aki gyorsan megnyugtatta a szurkolókat, hogy Gerrard nem eladó.

### Új edzők mellett
Gerrard a Roy Hodgsonnal kezdődő 2010–11-es szezonban első gólját az Európa-ligában a macedón FK Rabotnicski ellen lőtte tizenegyesből augusztus 5-én. A következő két gólját szeptember 19-én lőtte az Old Traffordon egy Manchester United elleni 3–2-es vereség alkalmával. November 4-én mesterhármast lőtt a Napolinak az Európa-ligában, ezzel egymaga fordította meg a mérkőzést 3–1-re 15 perc alatt. Kenny Dalglish érkezése után a kezdőjátékos csapatkapitány mindössze 6 meccsen játszott, később ágyéksérülése ill. a műtét után annak kiújulása miatt nem léphetett pályára a szezonban. A hátramaradt találkozókon Jay Spearing töltötte be helyét, a csapatkapitányi karszalagot pedig helyettese, Jamie Carragher viselte.

### A válogatottban

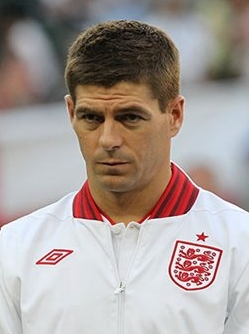
Gerrard a 2012-es labdarúgó-Európa-bajnokságon

Gerrard 2000. május 10-én győztes mérkőzésen debütált az angol labdarúgó-válogatottban Ukrajna ellen. A 2000-es labdarúgó-Európa-bajnokságon egy mérkőzésen kapott szerepet, aznap Németországot győzték le 1–0-ra. Első gólját a nemzeti csapatban a 2002-es labdarúgó-világbajnokság-selejtezőjén lőtte a Németország elleni 5–1-es siker alkalmával 2001. szeptember 1-én.
A 2004-es labdarúgó-Európa-bajnokság összes csoportmérkőzésén a kezdőcsapatban kapott helyet, Svájcnak gólt is lőtt. A negyeddöntőben Portugália ellen is kezdőként számítottak rá, végül Anglia büntetőkkel esett ki. Részt vett a 2006-os labdarúgó-világbajnokságon, a csoportkörben gólt lőtt Trinidad és Tobagónak, valamint Svédországnak. A nyolcaddöntőben a hosszabbítás után tizenegyesekkel estek ki ismét Portugália ellen, Gerrard a maga büntetőjét kihagyta. A tornán ő lőtte a legtöbb gólt az angol válogatott tagjai közül. A 2008-as labdarúgó-Európa-bajnokságra nem tudott kijutni Angliával.
Gerrard a 2010-es labdarúgó-világbajnokság selejtezőin egy gólt szerzett Belarusszia, két gólt pedig Horvátország ellen. Az akkori csapatkapitánytól, John Terrytől 2010-ben Rio Ferdinand vette át a csapatkapitányi karszalagot, mert Terry életvitele nem fért össze a vezetői szereppel, azonban Ferdinand sérülése után Gerrard lett a kapitány a 2010-es vb-n. Ezzel ő lett a legtapasztaltabb játékos az angol nemzeti csapatban 80 válogatottsággal. Gerrard a 2010-es labdarúgó-világbajnokság alatt egy gólt lőtt az Egyesült Államoknak. 2010. augusztus 11-én Magyarország ellen két gólt lőtt barátságos mérkőzésen.

### Góljai a válogatottban
| #  | Dátum               | Helyszín                                        | Ellenfél              | Gólja | Végeredmény | Kiírás                                         |
| -- | ------------------- | ----------------------------------------------- | --------------------- | ----- | ----------- | ---------------------------------------------- |
| 1  | 2001. szeptember 1. | Olimpiai stadion, Németország                   | Németország           | 2–1   | 1–5         | 2002-es labdarúgó-világbajnokság-selejtező     |
| 2  | 2002. október 16.   | St. Mary Stadion, Anglia                        | Észak-Macedónia       | 2–2   | 2–2         | 2004-es labdarúgó-Európa-bajnokság (selejtező) |
| 3  | 2003. június 3.     | Walkers Stadion, Anglia                         | Szerbia és Montenegró | 1–0   | 2–1         | Barátságos                                     |
| 4  | 2004. június 17.    | Estádio Cidade de Coimbra, Portugália           | Svájc                 | 3–0   | 3–0         | 2004-es labdarúgó-Európa-bajnokság             |
| 5  | 2004. szeptember 4. | Ernst Happel Stadion, Ausztria                  | Ausztria              | 2–0   | 2–2         | 2006-os labdarúgó-világbajnokság-selejtező     |
| 6  | 2005. március 30.   | St James’ Park, Anglia                          | Azerbajdzsán          | 1–0   | 2–0         | 2006-os labdarúgó-világbajnokság-selejtező     |
| 7  | 2006. május 30.     | Old Trafford, Anglia                            | Magyarország          | 1–0   | 3–1         | Barátságos                                     |
| 8  | 2006. június 15.    | Frankenstadion, Németország                     | Trinidad és Tobago    | 2–0   | 2–0         | 2006-os labdarúgó-világbajnokság               |
| 9  | 2006. június 20.    | RheinEnergie Stadion, Németország               | Svédország            | 2–1   | 2–2         | 2006-os labdarúgó-világbajnokság               |
| 10 | 2006. szeptember 2. | Old Trafford, Anglia                            | Andorra               | 2–0   | 5–0         | 2008-as labdarúgó-Európa-bajnokság (selejtező) |
| 11 | 2007. március 28.   | Olimpiastadion, Spanyolország                   | Andorra               | 1–0   | 3–0         | 2008-as labdarúgó-Európa-bajnokság (selejtező) |
| 12 | 2007. március 28.   | Olimpiastadion, Spanyolország                   | Andorra               | 2–0   | 3–0         | 2008-as labdarúgó-Európa-bajnokság (selejtező) |
| 13 | 2008. május 28.     | Wembley Stadion, Anglia                         | Egyesült Államok      | 2–0   | 2–0         | Barátságos                                     |
| 14 | 2008. október 15.   | Dinamo Stadion, Belarusszia                     | Fehéroroszország      | 1–0   | 3–1         | 2010-es labdarúgó-világbajnokság-selejtező     |
| 15 | 2009. szeptember 9. | Wembley Stadion, Anglia                         | Horvátország          | 2–0   | 5–1         | 2010-es labdarúgó-világbajnokság-selejtező     |
| 16 | 2009. szeptember 9. | Wembley Stadion, Anglia                         | Horvátország          | 4–0   | 5–1         | 2010-es labdarúgó-világbajnokság-selejtező     |
| 17 | 2010. június 12.    | Royal Bafokeng Stadium, Dél-afrikai Köztársaság | Egyesült Államok      | 1–0   | 1–1         | 2010-es labdarúgó-világbajnokság               |
| 18 | 2010. augusztus 11. | Wembley Stadion, Anglia                         | Magyarország          | 1–1   | 2–1         | Barátságos                                     |
| 19 | 2010. augusztus 11. | Wembley Stadion, Anglia                         | Magyarország          | 2–1   | 2–1         | Barátságos                                     |

## Statisztika

### Klubokban
| Klub             | Szezon           | Liga             | Liga            | Liga  | Kupa            | Kupa  | Liga            | Liga  | Nemzetközi      | Nemzetközi | Egyéb           | Egyéb | Összesen        | Összesen |
| Klub             | Szezon           | Bajnokság        | Pályára lépések | Gólok | Pályára lépések | Gólok | Pályára lépések | Gólok | Pályára lépések | Gólok      | Pályára lépések | Gólok | Pályára lépések | Gólok    |
| ---------------- | ---------------- | ---------------- | --------------- | ----- | --------------- | ----- | --------------- | ----- | --------------- | ---------- | --------------- | ----- | --------------- | -------- |
| Liverpool        | 1998–99          | Premier League   | 12              | 0     | 0               | 0     | 0               | 0     | 1               | 0          | —               | —     | 13              | 0        |
| Liverpool        | 1999–2000        | Premier League   | 29              | 1     | 2               | 0     | 0               | 0     | —               | —          | —               | —     | 31              | 1        |
| Liverpool        | 2000–2001        | Premier League   | 33              | 7     | 4               | 1     | 4               | 0     | 9               | 2          | —               | —     | 50              | 10       |
| Liverpool        | 2001–2002        | Premier League   | 28              | 3     | 2               | 0     | 0               | 0     | 15              | 1          | 0               | 0     | 45              | 4        |
| Liverpool        | 2002–2003        | Premier League   | 34              | 5     | 2               | 0     | 6               | 2     | 11              | 0          | 1               | 0     | 54              | 7        |
| Liverpool        | 2003–2004        | Premier League   | 34              | 4     | 3               | 0     | 2               | 0     | 8               | 2          | —               | —     | 47              | 6        |
| Liverpool        | 2004–2005        | Premier League   | 30              | 7     | 0               | 0     | 3               | 2     | 10              | 4          | —               | —     | 43              | 13       |
| Liverpool        | 2005–2006        | Premier League   | 32              | 10    | 6               | 4     | 1               | 1     | 12              | 7          | 2               | 1     | 53              | 23       |
| Liverpool        | 2006–2007        | Premier League   | 36              | 7     | 1               | 0     | 1               | 1     | 12              | 3          | 1               | 0     | 51              | 11       |
| Liverpool        | 2007–2008        | Premier League   | 34              | 11    | 3               | 3     | 2               | 1     | 13              | 6          | —               | —     | 52              | 21       |
| Liverpool        | 2008–2009        | Premier League   | 31              | 16    | 3               | 1     | 0               | 0     | 10              | 7          | —               | —     | 44              | 24       |
| Liverpool        | 2009–2010        | Premier League   | 33              | 9     | 2               | 1     | 1               | 0     | 13              | 2          | —               | —     | 49              | 12       |
| Liverpool        | 2010–2011        | Premier League   | 21              | 4     | 1               | 0     | 0               | 0     | 2               | 4          | —               | —     | 24              | 8        |
| Liverpool        | 2011–2012        | Premier League   | 18              | 5     | 6               | 2     | 4               | 2     | —               | —          | —               | —     | 28              | 9        |
| Liverpool        | 2012–2013        | Premier League   | 36              | 9     | 1               | 0     | 1               | 0     | 8               | 1          | —               | —     | 46              | 10       |
| Liverpool        | 2013–2014        | Premier League   | 34              | 13    | 3               | 1     | 2               | 0     | —               | —          | —               | —     | 39              | 14       |
| Liverpool        | 2014–2015        | Premier League   | 29              | 9     | 3               | 2     | 3               | 0     | 6               | 2          | —               | —     | 41              | 13       |
| Liverpool        | összesen         | összesen         | 504             | 120   | 42              | 15    | 30              | 9     | 130             | 41         | 4               | 1     | 710             | 186      |
| LA Galaxy        | 2015             | MLS              | 13              | 2     | 1               | 0     | —               | —     | 0               | 0          | 1               | 0     | 15              | 2        |
| LA Galaxy        | 2016             | MLS              | 21              | 3     | 0               | 0     | —               | —     | 2               | 0          | 0               | 0     | 23              | 3        |
| LA Galaxy        | összesen         | összesen         | 34              | 5     | 1               | 0     | —               | —     | 2               | 0          | 1               | 0     | 38              | 5        |
| Karrier összesen | Karrier összesen | Karrier összesen | 538             | 125   | 43              | 15    | 30              | 9     | 132             | 41         | 5               | 1     | 748             | 191      |

### A válogatottban
| Nemzet   | Év  | Pályára lépések | Gólok |
| -------- | --- | --------------- | ----- |
| Anglia   |     |                 |       |
| 2000     | 2   | 0               |       |
| 2001     | 6   | 1               |       |
| 2002     | 5   | 1               |       |
| 2003     | 8   | 1               |       |
| 2004     | 10  | 2               |       |
| 2005     | 8   | 1               |       |
| 2006     | 13  | 4               |       |
| 2007     | 11  | 2               |       |
| 2008     | 7   | 2               |       |
| 2009     | 7   | 2               |       |
| 2010     | 11  | 3               |       |
| 2011     | 0   | 0               |       |
| 2012     | 11  | 0               |       |
| 2013     | 8   | 2               |       |
| 2014     | 6   | 0               |       |
| Összesen | 114 | 21              |       |

## Edzői statisztika
2022. szeptember 16-án lett frissítve.
| Csapat      | Nemzet   | –tól               | –ig                | Mérleg     | Mérleg | Mérleg | Mérleg | Mérleg | Mérleg |
| M           | GY       | D                  | V                  | Győzelem % | For.   |        |        |        |        |
| ----------- | -------- | ------------------ | ------------------ | ---------- | ------ | ------ | ------ | ------ | ------ |
| Rangers     | skót     | 2018. június 1.    | 2021. november 11. | 193        | 125    | 42     | 26     | 64.77  | [ 3 ]  |
| Aston Villa | ENG      | 2021. november 11. | 2022. október 20.  | 36         | 13     | 6      | 17     | 36.1   |        |
| összesen    | összesen | összesen           | összesen           | 229        | 138    | 48     | 43     | 60.3   |        |

## Eredményei

### Klubcsapatokban
Liverpool
- Győztes
  - FA-kupa: 2000–01, 2005–06
  - Angol Ligakupa: 2000–01, 2002–03, 2011–12
  - Angol Szuperkupa: 2001, 2006
  - Bajnokok Ligája: 2004–05
  - UEFA-kupa: 2001
  - UEFA-szuperkupa: 2001, 2005
- Döntős (második helyezett)
  - Premier League: 2001–02, 2008–09, 2013–14
  - FA-kupa: 2011–12
  - Angol Ligakupa: 2004–05
  - Angol Szuperkupa: 2002
  - Bajnokok Ligája: 2006–07
  - FIFA-klubvilágbajnokság: 2005

### Egyéni eredményei
- Az év fiatal játékosa Angliában (2001)
- PFA Az év csapata (2003–04)
- PFA Az év csapata (2004–05)
- A legértékesebb BL-játékos (2005)
- Aranylabda szavazás 3. helyezett (2005)
- Az év angol labdarúgója (PFA) (2005–06)
- PFA Az év csapata (2005–06)
- A szezon gólja díj (2005–06)
- PFA Az év csapata (2006–07)
- PFA Az év csapata (2007–08)
- Az év labdarúgója a szakírók szerint (2008–09)
- Az év labdarúgója a szurkolók szerint (2008–09)
- PFA Az év csapata (2008–09)

### Edzőként
Rangers
- Skót Premiership bajnok: 2020–21

## Díjak

### Aranylabda
- 2001 – 25.
- 2005 – 3.
- 2006 – jelölték (top 50)
- 2007 – 13.
- 2008 – 10.
- 2009 – 10.

### FIFA év játékosa
- 2001 – 28.
- 2005 – 7.
- 2006 – 12.
- 2007 – 6.
- 2008 – 6.
- 2009 – 8.

### Egyéb
- A Brit Birodalom Érdemrendje tulajdonosa (MBE): 2007
- Tiszteletbeli ösztöndíj a liverpooli John Moores Egyetemen: 2008
- BBC az év sportolója: 3. hely: 2005
- Premier League Hírességek Csarnoka: 2021

## Magánélete
Van egy bátyja, Paul (aki nem azonos a Everton kapussal, Paul Gerrarddal). Unokatestvére, Anthony Gerrard szintén focizik, a Huddersfield Town játékosa.
Felesége Alex Curran divatújságíró, akivel 2007. június 16-án házasodtak össze a buckinghamshire-i Cliveden házban, ugyanazon a napon, amikor a szintén angol válogatott játékosok Gary Neville és Michael Carrick is megnősültek. Négy gyerekük van, három lány – Lilly-Ella, Lexie és Lourdes – és egy fiú – Lio.
Steven Gerrard 2006 szeptemberében önéletrajzot adott ki, amely a British Book Awardsnál az év sportkönyve lett.
2007 októberében Gerrard Southportban közlekedési balesetbe keveredett, amelyben kocsijával egy bicikliző tízéves fiúval ütközött, aki lábtörést szenvedett. Később meglátogatta a fiút a kórházban és megajándékozta egy pár cipővel és autogrammal a fiú kedvenc játékosától, Wayne Rooney-tól, majd ő maga is autogramokat osztogatott a kórházban.
2008. december 29. hajnalán részt vett egy verekedésben egy southporti szórakozóhelyen és testi sértésért két társával együtt január 23-án bíróság elé kellett állnia. A Liverpool annyit fűzött hozzá a történtekhez, hogy: "Steven az utóbbi 10 évben rendkívüli módon szolgálta a Liverpoolt és a klub minden szükséges támogatást megad neki ezalatt az idő alatt." A tárgyaláson mindhárman ártatlannak vallották magukat. Az ügyet elhalasztották március 20-ra, amikor ejtették az erőszak vádját, de garázdaság vádjával a liverpooli főbíróság elé kellett állniuk. 2009. július 24-én Gerrardot végül felmentették a vádak alól, a bíróság szerint önvédelemből ütötte meg a bár tulajdonosát, a verekedést pedig egy barátja kezdeményezte. Hat társa bevallotta, hogy szintén részt vett a rendbontásban, ők augusztus 7-én állnak bíróság elé. Gerrard az ügyet követően azt nyilatkozta, hogy örül, hogy túl van az egészen, várja a szezont és most már a labdarúgásra koncentrálhat.

## Önéletírása magyarul
- Steven Gerrard: Életem vörösben. Vér, veríték, Liverpool; közrem. Donald McRae, ford. Hegedűs Henrik; Kanári, Bp., 2016